# داروی لاغری

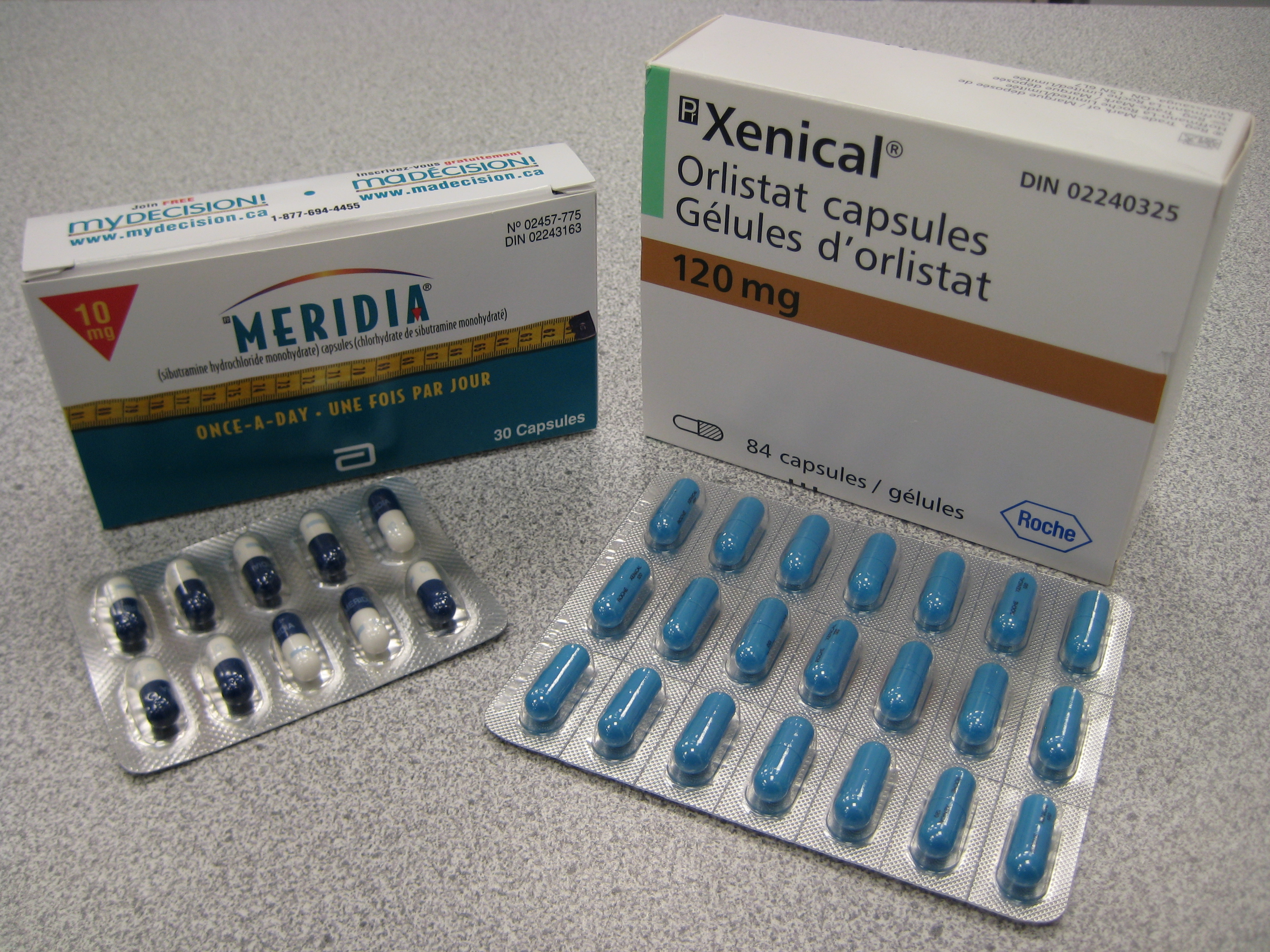
ارلیستات که برای کاهش وزن استفاده می‌شود. همچنین سیبوترامین که به دلیل عوارض قلبی عروقی آن جمع‌آوری شد

داروی لاغری یا داروی ضد چاقی (به انگلیسی: Anti-obesity medication) همچنین داروی کاهش وزن، به داروهایی گفته می‌شود که دارای اثر کاهش اشتها و وزن هستند.

## مکانیسم عملکرد
درحال حاضر یک یا چند مورد از روش‌های زیر برای درمان چاقی به کار می‌روند:
- افزایش سوخت و ساز بدن
- دخالت در عدم جذب چربی غذاها توسط دارو
- مصرف داروهای محرک که کاهنده اشتها هستند و کاتکول آمین‌ها را در بدن ترشح می‌کنند، مانند آمفتامین‌ها، فنترمین، متیل‌فنیدات، بوپروپیون و سایر کاهنده‌های اشتها که داروهای قوی و مؤثر بر کاهش وزن هستند.[۱]

## درمان
داروهای ارلیستات، سیبوترامین، متفورمین، لیراگلوتاید، توپیرامات، بوپروپیون، نالتروکسان و… می‌توانند اثر کاهنده وزن داشته باشند.

## داروهای گیاهی و جایگزین
در واقع بسیاری از مکمل‌های که تحت عنوان داروی گیاهی لاغری فروخته می‌شوند حاوی ترکیبات محرک مانند آمفتامین، مت‌آمفتامین و افدرین هستند.
این ترکیبات با اثر ضد اشتهایی که دارند می‌توانند باعث کاهش وزن شوند ولی پتانسیل ایجاد وابستگی و سوءمصرف را دارند.

## عوارض جانبی
به عنوان مثال ارلیستات، در جذب چربی‌های موجود در غذا اخلال ایجاد می‌کند ممکن است سبب اسهال چرب، باد شکم و درد معده شود.

## جستارهای پیوسته
- دارو
- محرک‌ها
- کاهش وزن